# Jan Nepomucen Wądołkowski
Jan Nepomucen Wądołkowski herbu Lubicz – miecznik łomżyński, podstarości ostrołęcki, poseł ziemi łomżyńskiej na Sejm Czteroletni w 1788 roku.